# Karl Telbisz

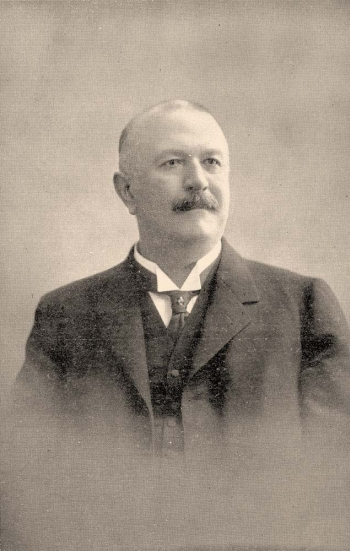
Karl Telbisz (vor 1914)

Karl Telbisz (bulgarisch Карол Телбиз, ung. Károly Telbisz, rum. Carol; * 19. November 1854 in Csanád, Ungarn; † 14. Juli 1914 in Temesvár) war Jurist und zwischen 1885 und 1914 Bürgermeister von Temesvár.

## Leben
Karl Telbisz wurde als Sohn bulgarischer Eltern aus Stár Bišnov (heute Dudeștii Vechi, dt. Altbeschenowa) in Cenad geboren. Er besuchte das Gymnasium Raab in Szeged, wo er im Juni 1872 sein Abitur machte. 1872–1877 studierte er Rechtswissenschaften in Pest und machte anschließend seinen Doktor in Verwaltungsrecht in Wien. Telbisz ließ sich 1888 als Rechtsanwalt in Temeswar nieder und wurde 1883 städtischer Oberanwalt. 1885 wurde er für vier Jahre zum Oberbürgermeister von Temeswar gewählt. Das Mandat sollte aber bis zu seinem Tod, 1914, verlängert werden. 1905 wurde er Ehrenbürger von Temeswar und 1912 wurde ihm der Adelstitel Baron verliehen. 1914 erhielt er das Ritterkreuz des Franz-Joseph-Ordens.

## Bürgermeister von Temeswar
Als Karl Telbisz im Alter von 31 Jahren zum Bürgermeister gewählt wurde, war Temeswar noch eine Festung. In den drei Jahrzehnten seiner Amtszeit als Bürgermeister entfestigte und modernisierte er die Stadt. Telbisz ließ die Stadtmauern abtragen und das Stadtbild nach einem genau ausgearbeiteten Urbanisierungsplan nach dem Vorbild der westlichen Metropolen gestalten.

### Stadtbebauungsplan
Die Festung wurde durch breite Alleen an die Vorstädte angeschlossen. Während seiner Amtszeit wurde außerdem die städtische Kanalisation eingeführt. Gelände wurden verkauft und selbst die Steine, die von der Abtragung der Festungsmauern gewonnen wurden, und ein städtischer Fonds angelegt.
Zu seiner Zeit entstand der heutige Piața Victoriei mit seinen bekannten Stadtpalais, das Postpalais, das Gebäude der Österreich-Ungarischen Bank und eine große Anzahl von Schulgebäuden.
Er hat den ersten großen Stadtbebauungsplan ausgearbeitet, auf den sich vielfach die heutigen Systematisierungspläne stützen. Eine Studienreise 1880 durch Mittel- und Westeuropa, wo er sich vor allem mit Organisationsfragen der großen Städte Deutschlands, Frankreichs und Englands beschäftigte, kann bereits als Vorbereitung auf sein späteres Lebenswerk angesehen werden.

### Wirtschaft
Nachdem 1891 die große Wirtschaftsausstellung in Temeswar die Aufmerksamkeit auf die Stadt gezogen hatte, siedelten hier eine Reihe von Industriebetrieben an. 1910 gab es in Temeswar 1850 gewerbliche Betriebe, davon 65 Fabriken.
Mit der Zeit wurden die großen Unternehmen wie der Schlachthof Abator Comunal, die Ziegelei, das Elektrizitätswerk übernommen, welche der Stadt große Gewinne einbrachten.
Die Wirtschaft wurde durch zahlreiche Maßnahmen gefördert, wie darunter beispielsweise:
- die unentgeltliche Zuweisung von Baugründen
- die 15-jährige Steuerfreiheit
- Subventionen von zehn Kronen je beschäftigtem Arbeiter

Richtig erkannte der Bürgermeister, dass die Stadt selbst kaum für den Wohnraum der von der Industrie angezogenen Arbeitskräfte aufkommen kann und hat somit den Straßenbau zu den stadtnahen Ortschaften wie Sackelhausen, Jahrmarkt, Sanktandreas, Rekasch, Schag, und weitere gefördert. Hiervon profitierten insbesondere die Berufspendler.
Wirtschaft und Handel erlebten während seiner Amtszeit in Temeswar eine regelrechte Hochkonjunktur. Die Stadt ließ eine Brot- und eine Milchfabrik erbauen.

### Gesundheitswesen, Sozialfürsorge und Infrastruktur
Während seiner Amtszeit wurde:
- die erste Rot-Kreuz-Station in Ungarn eingerichtet
- die erste asphaltierte Straße in Ungarn gebaut (1895)
- die elektrische Straßenbahn eingeführt (1899)

Große Verdienste hat sich Bürgermeister Telbisz auch auf dem Gebiet des Gesundheitswesens und der Sozialfürsorge erworben:
- die Errichtung des städtischen Waisenhauses
- die Stiftung des Bürgerasylfonds
- der städtische Anteil des von Anton Sailer gestifteten Kinderspitals

### Förderung des Bildungswesens
Ein großes Verdienst von Karl Telbisz war die Förderung des Bildungswesens. Während seiner Amtszeit wurden eine Reihe großer Schulgebäude fast ausschließlich aus städtischen Mitteln errichtet:
- die Gewerbeschule
- das Obergymnasium
- die höhere Töchterschule
- das Taubstummeninstitut

Zu seiner Zeit wurde der unentgeltliche Volksschulunterricht eingeführt und die Kindergärten gefördert.
1910 gab es in Temeswar 76 städtische Lehr- und Erziehungsanstalten, wie beispielsweise:
- sieben Kindergärten
- 27 Volksschulen
- fünf Knabenbürgerschulen
- zwei höhere Töchterschulen
- zwei Obergymnasien
- eine Oberrealschule
- eine Lehrerpräparandie
- ein Taubstummeninstitut

Desgleichen wurden unter der Schirmherrschaft des Bürgermeisters Karl Telbisz folgende Institutionen errichtet:
- 1899 das Freie Lyzeum, eine den heutigen Volkshochschulen vergleichbare Erwachsenenbildungsstätte
- 1904 die städtische Bibliothek
- 1906 das städtische Konservatorium

1907 unterzeichnete Telbisz den Antrag zur Errichtung der Temeswarer Universität.